# 瀬戸夏子
瀬戸夏子（せと なつこ、1985年 - ）は、日本の歌人、批評家。早稲田大学短歌会出身。短歌結社には所属せず、主に「町」や「率」などの同人誌で活動。現代短歌社賞選考委員（2018年 - 2022年）を務めた。

## 経歴
2005年春に作歌を開始し、同年夏に早稲田大学短歌会に入会。
短歌同人誌「町」（2009年 - 2011年）、「率」（2012年 - ）に参加。
2012年、第一歌集『そのなかに心臓をつくって住みなさい』を刊行。2016年、第二歌集『かわいい海とかわいくない海 end.』を刊行。
2017年1月から6月まで、月刊の総合誌『短歌』（角川書店）の時評を担当。「死ね、オフィーリア、死ね」（全3回）などにおいて、現代短歌における女性差別の構造をフェミニズムの観点から批判し、注目を集める。2018年より現代短歌社賞選考委員。2019年、評論集『現実のクリストファー・ロビン：瀬戸夏子ノート2009-2017』刊行。2020年より、柏書房のwebマガジン「かしわもち」に「そしてあなたたちはいなくなった 『女人短歌』とシスターフッド」を連載中。2023年には「文藝」（河出書房新社）春号の「特集：批評」において、文筆家の水上文との連名で責任編集者を務めた。
また現代川柳も創作し、平岡直子とともに「SH」を発行している。

## 著作

### 単著
- 第一歌集『そのなかに心臓をつくって住みなさい』私家版、2012年7月。
- 第二歌集『かわいい海とかわいくない海 end.』書肆侃侃房〈現代歌人シリーズ〉、2016年2月。ISBN 978-4-86835-212-9
- 評論集『現実のクリストファー・ロビン：瀬戸夏子ノート2009-2017』書肆子午線、2019年3月。ISBN 978-4-908568-20-6
- 『白手紙紀行』泥書房、2021年2月。ISBN　978-4-86534-355-7

### 編著
- 『はつなつみずうみ分光器：after 2000 現代短歌クロニクル』左右社、2021年5月。 ISBN 978-4-86528-032-6

### 共著
- 『緊急事態下の物語』（尾崎世界観・金原ひとみ・真藤順丈・東山彰良）河出書房新社、2021年6月。ISBN　978-4-309-02965-8

### アンソロジー
- 山田航編『桜前線開架宣言：Born after 1970 現代短歌日本代表』左右社、2015年12月。ISBN 978-4-86528-133-0

### ZINE
- 『ほとんど真夜中に書いた日記』2016年9月7日発行（文学フリマにて頒布）。
- 『約束したばかりの第一歌集と星と菫のために』2016年11月23日発行（同上）。

## ラジオ
- アフター6ジャンクション特集：いま読むべき注目の“現代短歌”めっちゃ知りたい！特集（2022年3月2日）[6]